# ルディガー・ドーンブッシュ
ルディガー・ドーンブッシュ（Rudiger Dornbusch、または、Rudi Dornbusch、1942年6月8日 - 2002年7月25日）は、ドイツで生まれ、後にアメリカ合衆国に渡って活躍した経済学者。
専門は国際経済学。スタンレー・フィッシャーとの共著『マクロ経済学』は、当時、この分野で世界で広く読まれた。

## 略歴
- 1942年　ドイツのクレーフェルトに生まれる
- 1966年　スイスのジュネーブ大学を卒業。The Graduate Institute of International and Development Studiesに経済学の助手として在籍（1年間）。
- その後、アメリカ合衆国に渡り、シカゴ大学でPh.Dを取得し、同校のThe Graduate School of Businessの講師を務める。
- 1972年　ロチェスター大学経済学部助教授として2年間、国際経済学准教授として1年間働く。
- 1974年　再びシカゴ大学The Graduate School of Businessに移る。
- 1975年　マサチューセッツ工科大学（MIT）に准教授として移る。
- 1984年　教授となる。
- 2002年　癌によりワシントンD.C.で死去（60歳）

## 主要著作
- （スタンレー・フィッシャーと共著）『マクロ経済学（上）（下）』改訂版、広松毅訳、CAP出版、1999年
- （スタンレー・フィッシャーと共著）『マクロ経済学（上）（下）』、広松毅訳、マグロウヒル出版、1989年
- 『現代国際金融――ドル危機・債務危機・財政赤字』、翁邦雄・河合正弘・奥村隆平訳、HBJ出版、1988年
- 『国際マクロ経済学』、大山道廣・堀内俊洋・米沢義衛訳、文眞堂、1984年
- （スタンレー・フィッシャーと共著）『マクロ経済学（上）（下）』、坂本一郎・一河洋他訳、マグロウヒル好学社、1981年

## 参考
- Rudiger Dornbusch（英語）